# Droga wojewódzka 607
Die Droga wojewódzka 607 (DW 607) ist eine 13 Kilometer lange Droga wojewódzka (Woiwodschaftsstraße) in der polnischen Woiwodschaft Pommern, die Gurcz mit Sztumska Wieś verbindet. Die Strecke liegt im Powiat Kwidzyński und im Powiat Sztumski.

## Streckenverlauf
Woiwodschaft Pommern, Powiat Kwidzyński
-  Gurcz (Gutsch) (DW 518)
- Jałowiec (Unterwalde)
-  Ryjewo (Rehhof) (DW 525, DW 608)

Woiwodschaft Pommern, Powiat Sztumski
- Parowy (Heinen)
-  Sztumska Wieś (Stuhmsdorf) (DK 55)